# Nisís Arkhí
Nisís Arkhí är en ö i Grekland.   Den ligger i regionen Attika, i den sydöstra delen av landet, 50 km sydost om huvudstaden Aten.